# 名古屋市立浄心中学校
名古屋市立浄心中学校（なごやしりつ じょうしんちゅうがっこう）は、愛知県名古屋市西区児玉にある名古屋市立中学校。

## 沿革
- 1887年（明治20年） - 名古屋区高等小学校として創立[1]。
- 1889年（明治22年） - 名古屋市成立に伴い、名古屋市高等小学校と改称[1]。久屋町に移転し、女子部を栄町に分離する[1]。
- 1894年（明治27年） - 名古屋市第一高等小学校と改称し、西区伏見町に移転する[1]。
- 1936年（昭和11年） - 現在地に移転する[1]。
- 1941年（昭和16年） - 浄心国民学校と改称する[1]。
- 1947年（昭和22年） - 児玉小学校・上名古屋小学校・庄内小学校の学区をもって、名古屋市立浄心中学校となる[2]。
- 1948年（昭和23年） - 名塚中学校が分離するとともに、天神山中学校と統合し、名古屋市立西浄中学校と改組する[2]。
- 1949年（昭和24年） - 天神山中学校が再分離し、名古屋市立浄心中学校となる[2]。
- 1950年（昭和25年） - 通学区域が児玉・上名古屋・城西各小学校の学区となる[2]。
- 1966年（昭和41年）4月17日 - 不審火により東校舎1棟をはじめとする計500平方メートルを焼失[3]。

## 部活動
- バスケットボール部（男子・女子）[4]
- バレーボール部[4]
- ソフトテニス部[4]
- ラグビー部[4]
- 野球部[4]
- ディベート部[4]

## 通学区域
| 上名古屋小学校学区 - 貝田町 - 上名古屋一丁目～同四丁目 - 城西五丁目（一部） - 浄心一丁目（一部） - 浄心本通 - 城北町 - 田幡町 - 秩父通 | 児玉小学校学区 - 康生通 - 児玉一丁目～同三丁目 - 浄心一丁目（一部） - 浄心二丁目 - 天神山町（一部） - 花の木三丁目（一部） - 万代町1丁目 - 万代町2丁目（一部） - 名西二丁目（一部） | 城西小学校学区 - 城西一丁目（一部） - 城西二丁目～同四丁目 - 城西五丁目（一部） - 数寄屋町 - 浅間一丁目～同二丁目（各一部） - 花の木一丁目～同三丁目（各一部） - 樋の口町 - 堀端町 |

## 交通
- 名古屋市営地下鉄鶴舞線 浄心駅下車徒歩10分[6]
- 名古屋市営バス名駅13号系統 康生通一丁目停留所下車徒歩3分[6]
- 名古屋市営バス名駅12号系統・名駅15号系統 秩父通停留所下車徒歩10分[6]